# Endasys brevis
Endasys brevis là một loài tò vò trong họ Ichneumonidae.